# Guthrum II dell'Anglia orientale
Guthrum II (... – Tempsford, 917 circa) sarebbe stato l'ultimo re vichingo dell'Anglia orientale dal 902 fino alla morte.

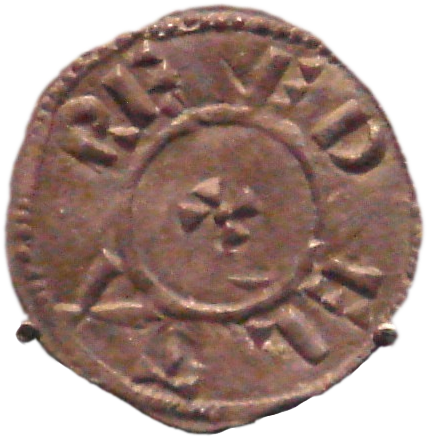
Moneta di Athelstan II Guthrum

Allo stato attuale la storicità di tale personaggio viene messa in discussione, dato che la storia dell'Anglia orientale di quel periodo è ancora particolarmente oscura e le fonti sul suo regno sono prevalentemente del XIX secolo. Tale personaggio non deve essere confuso col meglio conosciuto Guthrum che combatté contro Alfredo il Grande, il quale è sicuramente una figura storica accertata.
La visione convenzionale di Guthrum II lo vede protagonista del rinnovo del trattato che il Guthrum precedente aveva posto in essere con il Wessex durante il regno di Alfredo il Grande. Tuttavia, nel 910, i vichinghi dell'Anglia orientale decisero di infrangere l'accordo e di invadere il regno di Mercia dove furono affrontati, sconfitti e ricacciati indietro ed in Northumbria dai figli di Alfredo, Edoardo e Ethelfleda nella battaglia di Tettenhall.
Guthrum II morì nella battaglia di Tempsford nel Bedfordshire quando Edoardo e Ethelfleda attaccarono il suo campo nel 916, 917 o 918 ed il regno dell'Anglia orientale divenne un Earldom dipendente dal regno del Wessex che in quegli anni stava assorbendo i vari regni dell'eptarchia anglosassone ed avrebbe in seguito dato origine al regno d'Inghilterra.